# Yao Jingyuan
Dans ce nom, le nom de famille, Yao, précède le nom personnel.
Yao Jingyuan (né le 14 juin 1958 à Yingkou (Chine)) est un haltérophile chinois.
Il obtient la médaille d'or olympique en 1984 à Los Angeles en moins de 67.5 kg.